# Мария из порта
«Мария из порта» (фр. La Marie du port) — французский кинофильм режиссёра Марселя Карне. Это киноадаптация романа Жоржа Сименона «Мари из Порт-Ан-Бессена»; сценарий написали Жорж Рибмон-Дессень и Жак Превер. Вышел на экраны фильм в 1950 году.

## Сюжет
1949 год. Анри Шатляр, — уже убелённый сединой владелец крупной пивоварни и кинотеатра в Шербуре, — едет со своей сожительницей Одилью на машине на похороны её отца в маленький портовый городок Пор-ан-Бессен в  Кальвадосе. Любовь между ними уже угасла, и всю дорогу они скучают.
Держа дистанцию от членов семьи усопшего, Шатляр проводит время в «Портовом кафе». Смотря на похоронную процессию из окна, он замечает среди идущих за гробом красивую девушку.
На стене кафе он видит объявление о предстоящей продаже на аукционе рыбацкого  судна и, чтоб немного развеять скуку, решает поехать туда и, возможно, её купить.
Позже в кафе входит та же самая девушка. «Она милая», — говорит Шатляр владелице кафе. «Вы её не знаете? Это Мари, сестра Одили», — отвечает та. Он смотрит на Мари, и она возвращает его взгляд. Тут, когда Шатляр уже встаёт из-за столика и выходит, чтобы ехать на аукцион, между ним и девушкой спонтанно возникает весёлая перепалка.
С того момента Шатляр, которого к этой красивой девушке тянет, начинает жить между двумя любовными историями: одной медленно догорающей и другой, которая пока ещё даже не началась.

## В ролях
- Жан Габен — Анри́ Шатля́р (фр. Henri Châtelard), бизнесмен
- Николь Курсель — Мари Ле Флем, сестра Одили
- Бланшетт Брюнуа — Одиль Ле Флем, сожительница Анри
- Жульен Каретт — Тома́ Вьо (фр. Thomas Viau), бывший рыбак
- Клод Ромен — Марсель Вьо, сын Томы
- Луи Сенье — Жюль, дядя Марии и Одили

и др.

## Популярность
Фильму сопутствовал большой успех в кинотеатрах. В Париже картина две недели занимала 1 место по числу проданных билетов в премьерных кинотеатрах (фр. salles d'exclusivité). Всего в Париже его посмотрели 600 тысяч раз, а во всей Франции — более 2 миллионов 690 тысяч раз.
Этот успех перезапустил (после перерыва) карьеру режиссёра Марселя Карне и подкрепил популярность Жана Габена, который будет продолжать так же регулярно сниматься и дальше.